# Amortycan Grickfitti
Amortycan Grickfitti je 5. epizoda 5. série amerického seriálu Rick a Morty. V USA měla premiéru 18. července 2021, v ČR 18. července 2021 na HBO GO.
Epizodu režíroval Kyounghee Kim a scénář napsala Anne Lane.

## Obsah epizody
Beth požádá Jerryho, aby kvůli zvýšenému pracovnímu vytížení pohlídal Mortyho a Summer, ale Rick ji zastaví a šokuje ji tvrzením, že si s Jerrym už nějakou dobu užívají “chlapskou noc”. Pod pohrůžkou, aby nedělali problémy, nechá děti samotné, zatímco Rick jim nařídí, aby se nedotýkaly žádných jeho věcí. Morty plánuje pozvat Bruce Chutbacka, nového studenta jejich školy, a Summer souhlasí, že mu pomůže udělat na Bruce dojem v naději, že si s ním něco začnou. “Pánská jízda” se ukáže, že Rick nechává Jerryho vysedávat s démony, kteří se živí neštěstím, a splácí jim tak dluh za prodej vadných háků na kůže.
Přijde Bruce. Morty a Summer se na něj snaží udělat dojem interdimenzionální kabelovkou a vínem, ale místo toho ho zaujme Rickovo auto. Obranný systém auta se spustí, když se ho pokusí vzít, ale Summer a Morty ho přesvědčí, že Rick je v nebezpečí a oni ho musí vzít, aby ho mohli jít zachránit. Létají po vesmíru, ukazují Bruceovi různé planety a rozbíjejí baseballovou pálkou antropomorfní mimozemšťany z poštovních schránek zvané “mailboxiáni”.
Její pracovní konflikt je vyřešen, Beth sleduje Ricka a Jerryho v karaoke baru a sleduje, jak si démoni užívají Jerryho tápání. Rick přiznává, že Jerryho využívá, aby démony nasytil, ale Beth se jim bez ohledu na to postaví. Protože o ní slyšeli od Ricka dobré věci a chtějí se seznámit s Jerryho ženou, pozvou ji, aby s nimi vypila víno “Esence pekla”, a ona přijme.
V polovině jejich projížďky systém auta zastaví Bruce, Mortyho a Summer. Prozradí, že má záznam celé noci a plánuje Rickovi vše ukázat, až se vrátí, a využít zbývajícího času k tomu, aby si dělalo, co chce, a všechno svedlo na trojici. Auto použije sluneční soustavu jako návnadu, aby chytilo a zabilo gigantického mimozemšťana podobného bohu, a pak prohlásí, že se nudí. Nechá děti najíst, než je odveze domů a nechá Ricka, aby je potrestal. Když zaparkuje u restaurace, vyrukuje na něj “Changeformer”, robot, který se umí měnit v auta. V domnění, že auto je také Changeformer, ho pozve, aby s nimi strávil čas v galaktickém lyžařském středisku, a odjede. Bruce přiměje auto, aby přiznalo svou nejistotu ohledně toho, že je panic, a navrhne mu, že mu pomůže převléknout se za robota výměnou za to, že Rickovi o projížďce neřekne, s čímž auto souhlasí.
Opilá Beth se s ním podělí o trapné historky o Jerrym, které bere s nadhledem a nechápe, že si z něj mají dělat legraci, což pochopí, až když zaslechne dva démony, jak se o něm baví při používání toalety. Zraněný Jerry se pohádá s Rickem a Beth, čímž démony znudí. Ti začnou řádit a zabijí všechny v baru, Jerryho odvedou portálem do pekla a Rick s Beth ho pronásledují.
V lyžařském středisku se auto převléklo za Changeformera, jen aby si nechalo urazit falešnou hlavu, když se ho ten, kdo ho pozval, pokusí políbit. Když auto urazí, zapálí místnost a ve vzteku všechny Changeformery zabije. Uteče z planety, přičemž Bruce, Summer a Morty jsou stále uvnitř, a policie je pronásleduje. V obavách, že je v případě sestřelení zabije, je Morty katapultuje z auta a trojice je zatčena.
Rick a Beth se převléknou za démony a proniknou do komory, kde je Jerry držen, ale jsou přepadeni démony. Když se je Rick pokusí zabít elektrickým proudem, zjistí, že jim bolest působí jen potěšení, takže nejsou schopni útoku. Plánují si ponechat Ricka a Beth, aby měli koho reagovat na Jerryho mizerné pokusy o humor a poskytli jim další utrpení, kterým by se mohli živit, a vztyčí je na Rickových vadných kožních hácích, ale ti se rozpadnou a umožní trojici uniknout.
Děti dostanou veřejného ochránce, z něhož se vyklube auto, které zabilo jejich právníka a do hlavy mrtvoly vložilo čip, aby mohlo ovládat tělo. Auto se snaží přimět Summer a Mortyho, aby vydali Bruce úřadům, ale ti odmítnou, a tak auto vyhodí do povětří tělo, které obývá, a uteče s trojicí dírou ve zdi, přičemž vyhodí do povětří policejní stanici, která je zadržovala.
Rick, Jerry a Beth unesou démona a připoutají ho k vozíku s věžičkou nahoře. Rick jim vysvětlí, že věžička střílí šrapnely, které přemění potěšení z bolesti zpět na bolest, ale potřebuje Jerryho utrpení, aby ji pohánělo. Když Jerry odmítne, Rick se upřímně omluví, že Jerryho uvedl v omyl, a přizná, že mu na něm záleží, což nakonec věžičku pohání. Pomocí věže porazí démony a portál z pekla. Rick agresivně řekne Jerrymu, že chlapské noci skončily, což ten k Rickově mrzutosti vezme na vědomí.
Sotva se děti dostanou včas domů, zhroutí se na gauč, protože dospělí si ničeho podezřelého nevšimnou. Bruce řekne Summer a Mortymu, že se sice bavil, ale chce si udělat obrázek o tom, jací jsou, prostřednictvím názorů školy na ně, čímž popře smysl jejich pozvání, a odejde. Summer a Morty usoudí, že Bruce je trapný, a společně vypijí víno, které mu nabídli.
Bruce se stýká s populárními spolužáky na střední škole Harryho Herpsona, kteří ho považují za skvělého, dokud ho jeden student neupozorní, že každý den nosí stejné kalhoty. Odmítnou ho a začnou mu říkat “Bruce Chutpants”, což pozorující Summer a Morty zpozorují a přilepí se na něj. Když se sklíčeně prochází po ulicích, zastaví u něj skupinka poštovních schránek ve svém vozidle ve tvaru poštovní schránky a zmlátí ho, než odjedou.